# Hermosillo
Hermosillo (yaqui: Peesio, seri: Hezitmísoj [ʔeʃitmisox], ndé: Onchishkiya), anteriormente llamada Pitic, es una ciudad mexicana y cabecera del municipio del mismo nombre y capital del estado de Sonora, con una localización central y una población de 855 563 habitantes. Es también la ciudad más poblada de la entidad . Se ubica a 287 kilómetros de la frontera con los Estados Unidos y a 107 kilómetros de la costa en el golfo de California.
Hermosillo fue catalogada como una de las ciudades más habitables de México, según lo publicado en el estudio Las Ciudades más habitables de México en 2013 y 2018 por la empresa Gabinete de Comunicación Estratégica.
La ciudad se ubicó como la séptima ciudad más competitiva del país de acuerdo con el Instituto Mexicano para la Competitividad (IMCO) a partir de factores como su diversificación económica, ubicación, acceso a la educación, gobierno, innovación y relaciones internacionales, de acuerdo al análisis de competitividad urbana dado a conocer por esa institución en el 2016.

## Historia

### Orígenes
El origen eclesiástico de Hermosillo data de 1700, cuando el padre Adamo Gilg radicado en Nuestra Señora del Pópulo, acompañó a Escalante hacia la ranchería del Pitiquín (denominada así por Eusebio Francisco Kino) la cual recibió después el nombre de Nuestra Señora de los Ángeles y la Santísima Trinidad del Pitic, habitado por yaquis, seris, tepocas y pimas bajos.
Años atrás se habían presentado dificultades internas entre los indios tepocas con los pimas bajos y como consecuencia, se habían alejado de sus funciones.
El propósito de la ciudad fue el de contener a los indios seris y tepocas, para proteger la expansión hispana con el nombre de Real Presidio de San Pedro de la Conquista, nombre otorgado en honor al Virrey don Pedro de Castro y Figueroa, duque de la Conquista y marqués de Gracia. El explorador encargado de la fundación de los pueblos fue Juan Bautista de Escalante, quien logró pacificar la situación, un 18 de mayo de 1700, dando un discurso, del cual se reproduce esta parte:

mandándoles que en adelante no tuviesen guerras, sino que viviesen como cristianos y que tratasen unos con otros con ferias de la ropa de su uso y semillas de sus siembras, a que respondieron de una y otra parte, que así lo harían dándome muchas gracias por el bien que les hacía de asentar las paces.

En 1718, por órdenes del gobernador don Manuel de San Juan y Santa Cruz, se repobló el pueblo de la Santísima Trinidad del Pitic; el 29 de septiembre de 1725 los seris asentados en el Pópulo se levantaron en son de guerra e invadieron al pueblo de Opodepe. Se les persiguió a los seris con el objeto de castigarlos hasta que firmaran la paz en enero de 1726, y fueron asentados en el Pópulo y en los puntos denominados Alares y Moraga; posteriormente dada la incertidumbre por la belicosidad de los indígenas se formó el presidio del Pitic.

### Presidio de San Pedro de la Conquista del Pitic
En el mes de junio de 1741 don Agustín de Vildósola estableció el presidio de San Pedro de la Conquista del Pitic.
Nueve años después las tropas del presidio fueron trasladadas a El Pópulo, en el actual municipio de San Miguel de Horcasitas . Como consecuencia de esta acción el Pitic quedó en situación muy precaria, debido a que varios residentes emigraron por temor a los seris.
Estando a punto de desaparecer el asentamiento del presidio, las autoridades superiores ordenaron que un grupo de soldados permaneciera en el lugar para garantizar la seguridad de los vecinos.
En 1772, el intendente don Pedro de Corbalán mandó construir un canal en el margen izquierdo del Río Sonora, para regar las tierras y las huertas.

### Villa del Pitic
Antes de que terminara el siglo XVIII el antiguo Presidio de San Pedro de la Conquista del Pitic se convirtió en Villa de Guadalupe del Pitic.
El 9 de febrero de 1825, la Villa de Guadalupe del Pitic fue establecida como cabecera del partido, dependiente del departamento de Horcasitas. Esto coincidió con la urbanización que los agrimensores reales le dieron, ya que progresaba de manera firme.
En 1827, la ciudad contaba con aproximadamente ocho mil habitantes, y su urbanización era muy curiosa, pues las casas estaban dispersas en todas direcciones. La comarca era fértil, estaba bien cultivada y proporcionaba abundancia de lo necesario para la vida y aún muchos lujos. Desde este periodo se reconoce la cría y consumo de ganado de res en la región.

### Pueblo de Hermosillo
El 5 de septiembre de 1828, por el decreto n.º 77 de la H. Legislatura del Estado de Occidente, se suprimió el nombre de Villa del Pitic y se le impuso el de la Ciudad de Hermosillo, en honor al general jalisciense José María González de Hermosillo quien a finales de 1810 había llevado la tarea de la insurrección nacional a tierras sinaloenses, en ese entonces parte del Estado de Occidente también.
El 12 de marzo de 1831 se fundó el Estado de Sonora y Hermosillo fue su primera capital del 14 de mayo de ese año al 25 de mayo de 1832, cuando los poderes capitalinos fueron trasladados a la ciudad de Arizpe. En 1837 la ciudad fue erigida en cabecera del distrito de su nombre. También en esa fecha don Pascual Iñigo inició la construcción de la Capilla de Nuestra Señora del Carmen.
Destaca también que el 14 de octubre de 1852, en la ciudad, una sección de filibusteros al mando de Gastón de Raousset-Boulbon se enfrentó y derrotó a las fuerzas nacionales, que estaban bajo la dirección del general Miguel Blanco de Estrada; esto como parte de una campaña revolucionaria de independentismo que tenía el propósito de convertir a Sonora y Baja California en territorios coloniales franceses. Sin embargo, Raousset permaneció únicamente unos cuantos días en la ciudad, optando por irse a Guaymas a continuar con su campaña donde sería finalmente derrotado por el general José María Yáñez Carrillo en la Batalla de Guaymas de 1854.
El 4 de mayo de 1866, en el marco del Segundo Imperio Mexicano de Maximiliano de Habsburgo, las tropas republicanas que comandaba el general Ángel Martínez atacaron y tomaron la ciudad, que estaba defendida por fuerzas imperialistas al mando del coronel María Tranquilino Almada. Sin embargo, unas horas después volvió a caer en poder de las fuerzas del imperio. El 13 de noviembre de 1866, el general Martínez tomó nuevamente la ciudad a sangre y fuego, haciendo huir a los imperialistas, quienes la recuperaron ocho días después.
En 1879 Hermosillo volvió a ser la sede de los poderes estatales, gracias a la gestión del gobernador interino don Francisco Serna, al menos en forma interina. Sin embargo, al ser expedida la nueva Constitución Política del Estado de Sonora el 15 de septiembre de 1917, quedó confirmado en forma definitiva que la ciudad de Hermosillo es la sede de los poderes estatales, señalado en el artículo 28 de la misma.
El 4 de noviembre de 1881 frente a la estación de madera del ferrocarril de Sonora se reunieron decenas de personas a la inauguración del tramo ferroviario Guaymas-Hermosillo. En el tren llegó don Carlos Rodrigo Ortiz Retes, acompañado del comandante de la Zona Militar, el coronel de brigada José Guillermo Carbó. Meses después se establecería el servicio de carga y pasajeros entre Guaymas y la Nogales.

### SigloXX

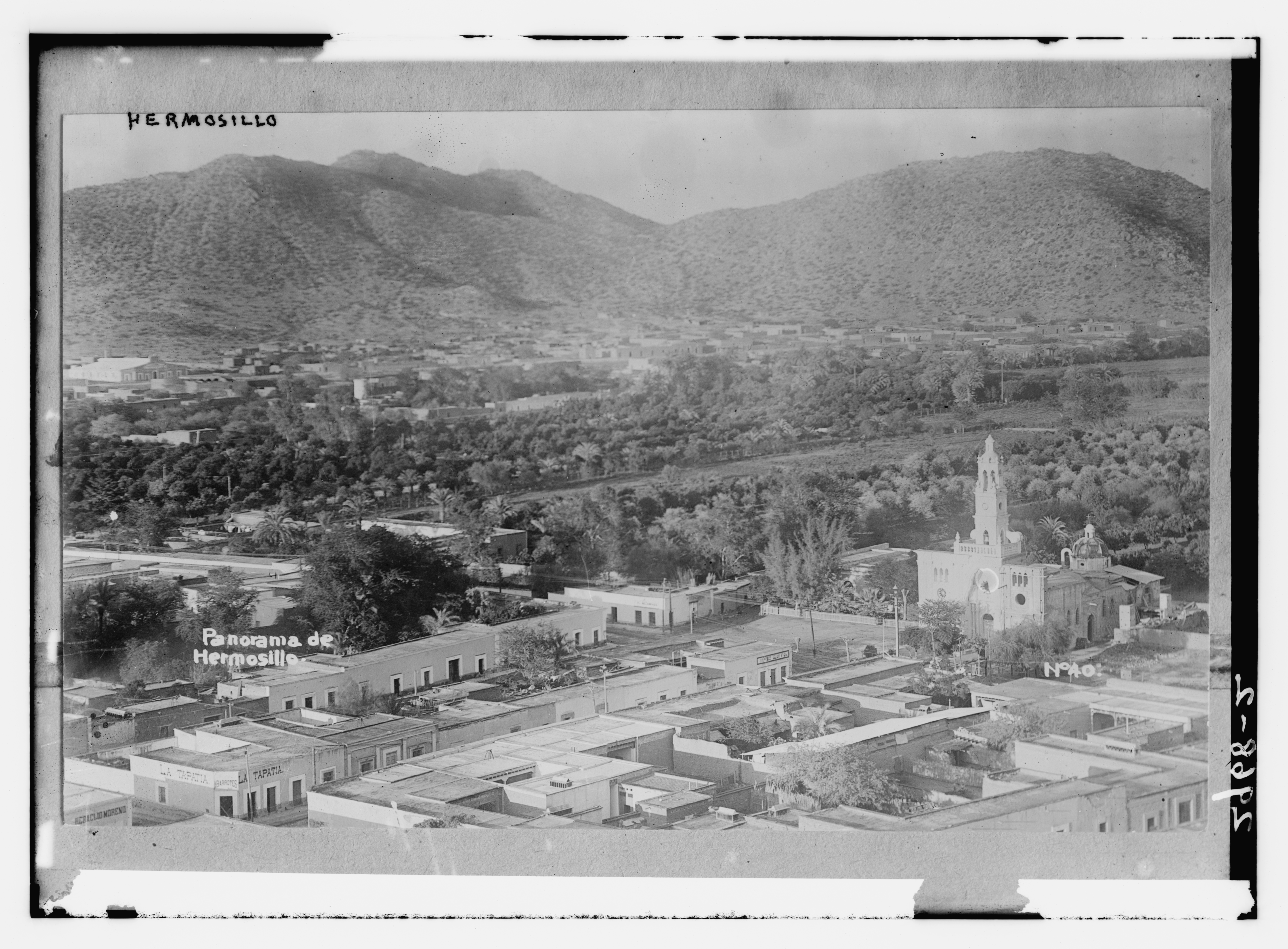
Vista aérea de Hermosillo entre 1910 y 1915

A principios del siglo XX, Hermosillo tenía alrededor de 14,000 habitantes. Durante la Revolución mexicana, fuerzas leales a Francisco Villa fueron expulsadas de la ciudad por el general Manuel M. Diéguez. Después del asesinato de Francisco I. Madero en 1913, Venustiano Carranza, entonces gobernador de Coahuila buscó refugio en Hermosillo. Aquí Carranza comenzó el movimiento Constitucionalista, debido a esto, Hermosillo tiene el apodo de "la capital revolucionaria del país".
A finales del siglo XIX y en las primeras dos décadas del siglo XX, llegaron inmigrantes chinos al estado de Sonora. Uno de los asentamientos con un número importante fue la ciudad de Hermosillo. Algunos de estos inmigrantes tenían dinero y lo usaron para establecer negocios, en especial de manufactura de zapatos y ropa. Algunos de los negocios más exitosos con dueños chinos en Sonora estaban en Hermosillo y vendían mercancía a otras partes del país. Sin embargo, en los años 20 se fortaleció un sentimiento en contra de la población china en el estado de Sonora, lo que ocasionó la huida de muchos a la Ciudad de México o a los Estados Unidos.
En los años 1980, Ford construyó una planta en la ciudad, que tuvo gran impacto en la economía de ésta y del estado. Alrededor de la planta de ensamblaje se desarrolló además toda una cadena de proveedores que ayudó aún más al crecimiento económico en Hermosillo. Hermosillo fue seleccionada debido en parte a su cercanía con los Estados Unidos.

### SigloXXI
En 2000 fue elegido presidente municipal el empresario Pancho Búrquez por Acción Nacional, en dicho trienio, el municipio obtuvo premios nacionales (como el de la Secretaría de Contraloría y Desarrollo Administrativo del gobierno federal, como de la International City/County Management Association como una de las ciudades más transparentes del mundo. La inversión creció a principios de la década gracias a la facilidad para hacer negocios.
Uno de los hechos con mayor relevancia en Hermosillo fue el suceso del Incendio de la Guardería ABC el 5 de junio de 2009. De acuerdo con la Procuraduría General de Justicia del Estado de Sonora, se presentaron 49 muertes en el incendio de la guardería ABC. El fuego al parecer comenzó en una bodega con documentos gubernamentales que se planeaban desaparecer, después se expandió a la guardería. La mayoría de los niños murió por asfixia. Había cerca de 100 niños dentro del edificio, los bomberos y la población tuvieron que hacer agujeros en las paredes para rescatar a los niños, que iban desde los seis meses a los cinco años. Esto causó gran revuelo tanto a nivel nacional como internacional y la demanda de justicia por parte de la sociedad. Como consecuencia de estos hechos, el 3 de junio de 2010 se publicó en el Diario Oficial de la Federación el decreto por el cual «Se declara día de duelo nacional el 5 de junio, por la tragedia ocurrida en la "Guardería ABC, Sociedad Civil" en Hermosillo, Sonora, el 5 de junio de 2009»  y «En señal de duelo nacional, se acuerda el izamiento de la Bandera Nacional a media asta el día 5 de junio de cada año.» De igual manera Derivado del activismo de los padres y madres de las víctimas y de organizaciones ciudadanas, Año con año se les recuerda soltando globos rosa y azules en representación de los niños de la guardería a partir de la tragedia fue modificado a profundidad la Ley General de Prestación de Servicios para la Atención, Cuidado y Desarrollo Integral Infantil, marco jurídico que regula el funcionamiento de las guarderías a nivel nacional. Fue publicada en el Diario Oficial de la Federación el 27 de octubre de 2011.

## Geografía
La ciudad se localiza en el paralelo 29°  de latitud norte y el meridiano 110°  de longitud oeste de Greenwich, a una altitud de 210 m sobre el nivel del mar. Se encuentra al centro del estado a 280 kilómetros de la frontera con Estados Unidos. La ciudad es atravesada de sur a norte por la Carretera Federal 15 de México.
En el lado este de la población original (actualmente en un sitio más central dentro de la ciudad) hay un cerro de una especie de caliza, llamado "Cerro de la Campana" por las propiedades acústicas de sus rocas Este lugar es el mirador por excelencia para el visitante ya que desde sus empedrados, es posible apreciar una panorámica casi completa de La Ciudad del Sol.

### Clima
El clima de Hermosillo es desértico, de acuerdo con los criterios de la clasificación climática de Köppen; tiene una temperatura media anual de 25 °C. Durante casi todo el año, las temperaturas son calurosas, pero se cuenta con tres meses de calor extremo, en los que se puede superar los 45 °C. El invierno (entre diciembre y febrero) es agradable, con noches frescas y días tibios. Rara vez se presentan días con temperaturas inferiores a los 5 °C.
Contrario a lo que se suele esperar en los climas desérticos, Hermosillo experimenta una temporada de lluvias bastante marcada, con una media relativamente alta en comparación con otros lugares de clima similar (ejemplos Mexicali o Phoenix). Llueve principalmente durante el monzón, que ocurre entre julio y septiembre, mayormente en forma de chubascos con fuertes rachas de viento que llegan a causar actividad de tormentas eléctricas y caída de granizo.  
La temperatura más baja registrada ocurrió el 8 de diciembre de 1978 y fue de -7 °C; mientras que la más alta ha sido de 49.5 °C aunque se ha presentado en dos ocasiones en la ciudad; la última el 4 de junio de 2016.
Contrario a la creencia popular que se tiene en la ciudad; jamás se han alcanzado los 50 °C en el casco urbano.
| Parámetros climáticos promedio de Hermosillo, Sonora (1991-2020)   | Parámetros climáticos promedio de Hermosillo, Sonora (1991-2020) | Parámetros climáticos promedio de Hermosillo, Sonora (1991-2020) | Parámetros climáticos promedio de Hermosillo, Sonora (1991-2020) | Parámetros climáticos promedio de Hermosillo, Sonora (1991-2020) | Parámetros climáticos promedio de Hermosillo, Sonora (1991-2020) | Parámetros climáticos promedio de Hermosillo, Sonora (1991-2020) | Parámetros climáticos promedio de Hermosillo, Sonora (1991-2020) | Parámetros climáticos promedio de Hermosillo, Sonora (1991-2020) | Parámetros climáticos promedio de Hermosillo, Sonora (1991-2020) | Parámetros climáticos promedio de Hermosillo, Sonora (1991-2020) | Parámetros climáticos promedio de Hermosillo, Sonora (1991-2020) | Parámetros climáticos promedio de Hermosillo, Sonora (1991-2020) | Parámetros climáticos promedio de Hermosillo, Sonora (1991-2020) |
| Mes                                                                | Ene.                                                             | Feb.                                                             | Mar.                                                             | Abr.                                                             | May.                                                             | Jun.                                                             | Jul.                                                             | Ago.                                                             | Sep.                                                             | Oct.                                                             | Nov.                                                             | Dic.                                                             | Anual                                                            |
| ------------------------------------------------------------------ | ---------------------------------------------------------------- | ---------------------------------------------------------------- | ---------------------------------------------------------------- | ---------------------------------------------------------------- | ---------------------------------------------------------------- | ---------------------------------------------------------------- | ---------------------------------------------------------------- | ---------------------------------------------------------------- | ---------------------------------------------------------------- | ---------------------------------------------------------------- | ---------------------------------------------------------------- | ---------------------------------------------------------------- | ---------------------------------------------------------------- |
| Temp. máx. abs. (°C)                                               | 35.5                                                             | 38.0                                                             | 41.5                                                             | 43.0                                                             | 45.6                                                             | 49.5                                                             | 48.5                                                             | 47.0                                                             | 46.5                                                             | 45.0                                                             | 43.0                                                             | 34.0                                                             | 49.5                                                             |
| Temp. máx. media (°C)                                              | 25.2                                                             | 26.8                                                             | 30.7                                                             | 34.2                                                             | 38.2                                                             | 42.1                                                             | 41.0                                                             | 39.7                                                             | 38.4                                                             | 35.2                                                             | 29.6                                                             | 24.5                                                             | 33.8                                                             |
| Temp. media (°C)                                                   | 17.1                                                             | 18.5                                                             | 21.5                                                             | 24.6                                                             | 28.3                                                             | 33.1                                                             | 33.9                                                             | 33.1                                                             | 31.6                                                             | 27.0                                                             | 21.3                                                             | 16.8                                                             | 25.6                                                             |
| Temp. mín. media (°C)                                              | 9.1                                                              | 10.2                                                             | 12.3                                                             | 14.9                                                             | 18.4                                                             | 24.1                                                             | 26.8                                                             | 26.4                                                             | 24.7                                                             | 18.8                                                             | 13.0                                                             | 9.2                                                              | 17.3                                                             |
| Temp. mín. abs. (°C)                                               | -2.0                                                             | -2.0                                                             | 4.0                                                              | 5.0                                                              | 11.0                                                             | 14.0                                                             | 10.5                                                             | 19.5                                                             | 14.0                                                             | 7.0                                                              | 4.0                                                              | 1.5                                                              | -2.0                                                             |
| Precipitación total (mm)                                           | 11.9                                                             | 12.3                                                             | 6.7                                                              | 3.1                                                              | 1.0                                                              | 9.0                                                              | 72.2                                                             | 83.9                                                             | 63.0                                                             | 18.3                                                             | 15.0                                                             | 20.4                                                             | 316.8                                                            |
| Horas de sol                                                       | 179.6                                                            | 178.2                                                            | 227.5                                                            | 231.7                                                            | 298.0                                                            | 283.8                                                            | 268.7                                                            | 279.7                                                            | 239.9                                                            | 257.3                                                            | 221.3                                                            | 197.1                                                            | 2862.8                                                           |
| Humedad relativa (%)                                               | 48                                                               | 44                                                               | 40                                                               | 34                                                               | 31                                                               | 34                                                               | 48                                                               | 53                                                               | 48                                                               | 42                                                               | 43                                                               | 49                                                               | 43                                                               |
| Fuente n.º 1: Comisión Nacional del Agua                           |                                                                  |                                                                  |                                                                  |                                                                  |                                                                  |                                                                  |                                                                  |                                                                  |                                                                  |                                                                  |                                                                  |                                                                  |                                                                  |
| Fuente n.º 2: Servicio Meteorológico Nacional (humedad, 1981–2000) |                                                                  |                                                                  |                                                                  |                                                                  |                                                                  |                                                                  |                                                                  |                                                                  |                                                                  |                                                                  |                                                                  |                                                                  |                                                                  |

## Demografía
| Religiones más frecuentes (censo 2010)       | Religiones más frecuentes (censo 2010)       | Religiones más frecuentes (censo 2010) | Religiones más frecuentes (censo 2010) | Religiones más frecuentes (censo 2010) |
| -------------------------------------------- | -------------------------------------------- | -------------------------------------- | -------------------------------------- | -------------------------------------- |
| Religión                                     | Religión                                     |                                        | Porcentaje                             | Porcentaje                             |
|                                              |                                              |                                        |                                        |                                        |
| Católicos                                    | Católicos                                    |                                        | 83.4%                                  | 83.4%                                  |
| Pentecostales, evangélicos, otros cristianos | Pentecostales, evangélicos, otros cristianos |                                        | 7.1%                                   | 7.1%                                   |
| Otros                                        | Otros                                        |                                        | 9.5%                                   | 9.5%                                   |

De acuerdo con los resultados del XIV Censo de Población y Vivienda de 2020 llevado a cabo por el Instituto Nacional de Estadística y Geografía (INEGI), la ciudad de Hermosillo cuenta con una población de 855,563 habitantes por lo cual es la 15.ª ciudad más poblada México por debajo de la ciudad de Aguascalientes y subiendo un lugar respecto al año 2010 cuando ocupaba el lugar 16.º entre las ciudades más pobladas de México ayudada del enorme crecimiento demográfico que ha experimentado la ciudad a partir de la década de los noventa.

### Población de la ciudad de Hermosillo 1921-2020
| Gráfica de evolución demográfica de Hermosillo entre 1921 y 2020                                            |
| |
| Población de los censos y conteos del Instituto Nacional de Estadística y Geografía (INEGI) de 1921 a 2020. |

## Gobierno

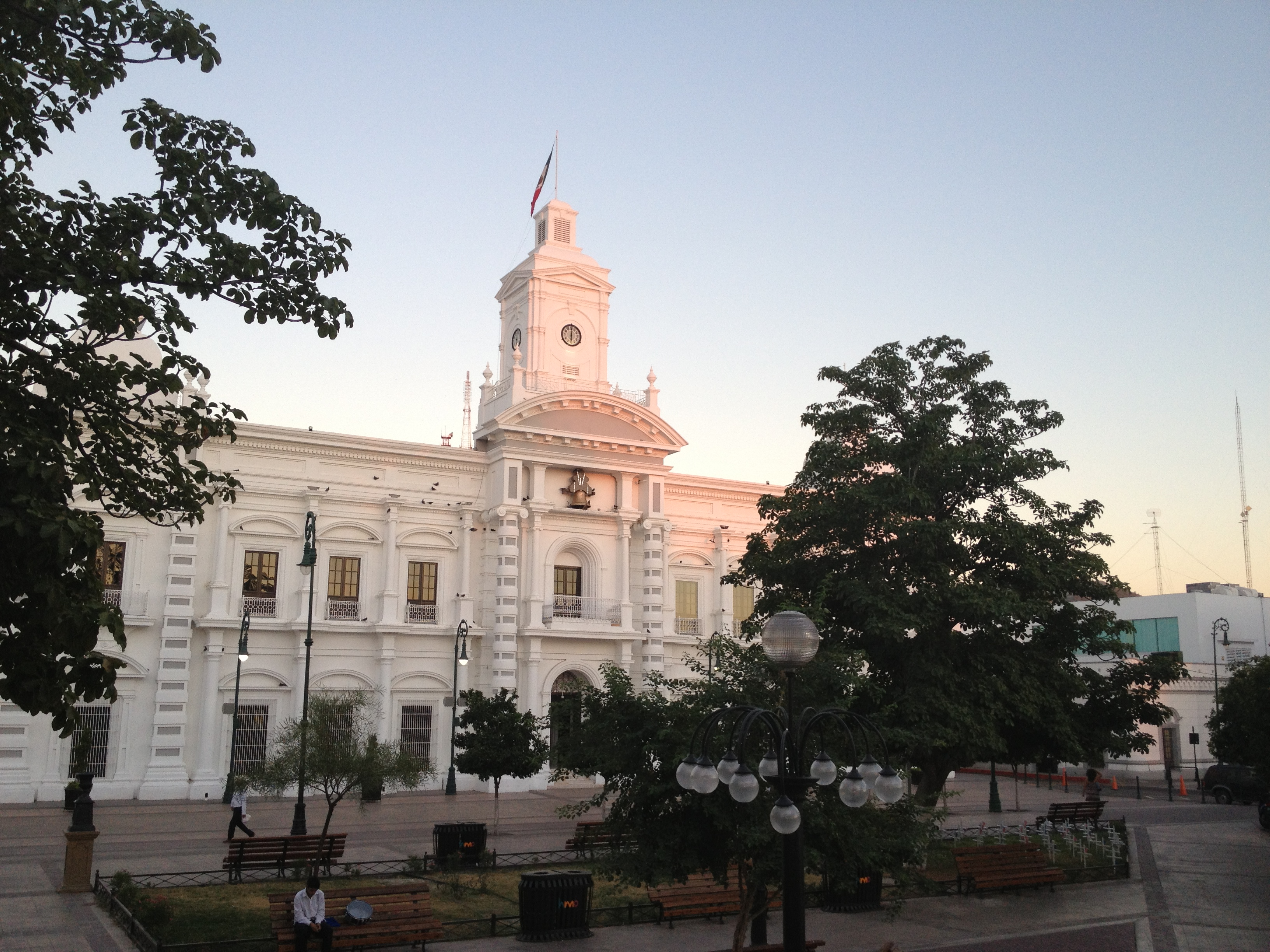
Palacio de Gobierno del Estado de Sonora, en Hermosillo.

La sede del gobierno municipal yace en la ciudad de Hermosillo. El ejercicio gubernamental recae en el presidente municipal y su gabinete, electos cada 3 años.
También se encuentra en la ciudad la sede del gobierno estatal de Sonora, es decir, el Congreso del Estado de Sonora y el Centro de Gobierno de Sonora. De los veintiún distritos electorales estatales de Sonora, cinco corresponden a la ciudad.
El municipio de Hermosillo cuenta con dos distritos electorales federales, el III Distrito Electoral Federal de Sonora y el V Distrito Electoral Federal de Sonora de la Cámara de Diputados del Congreso de la Unión de México.

## Economía

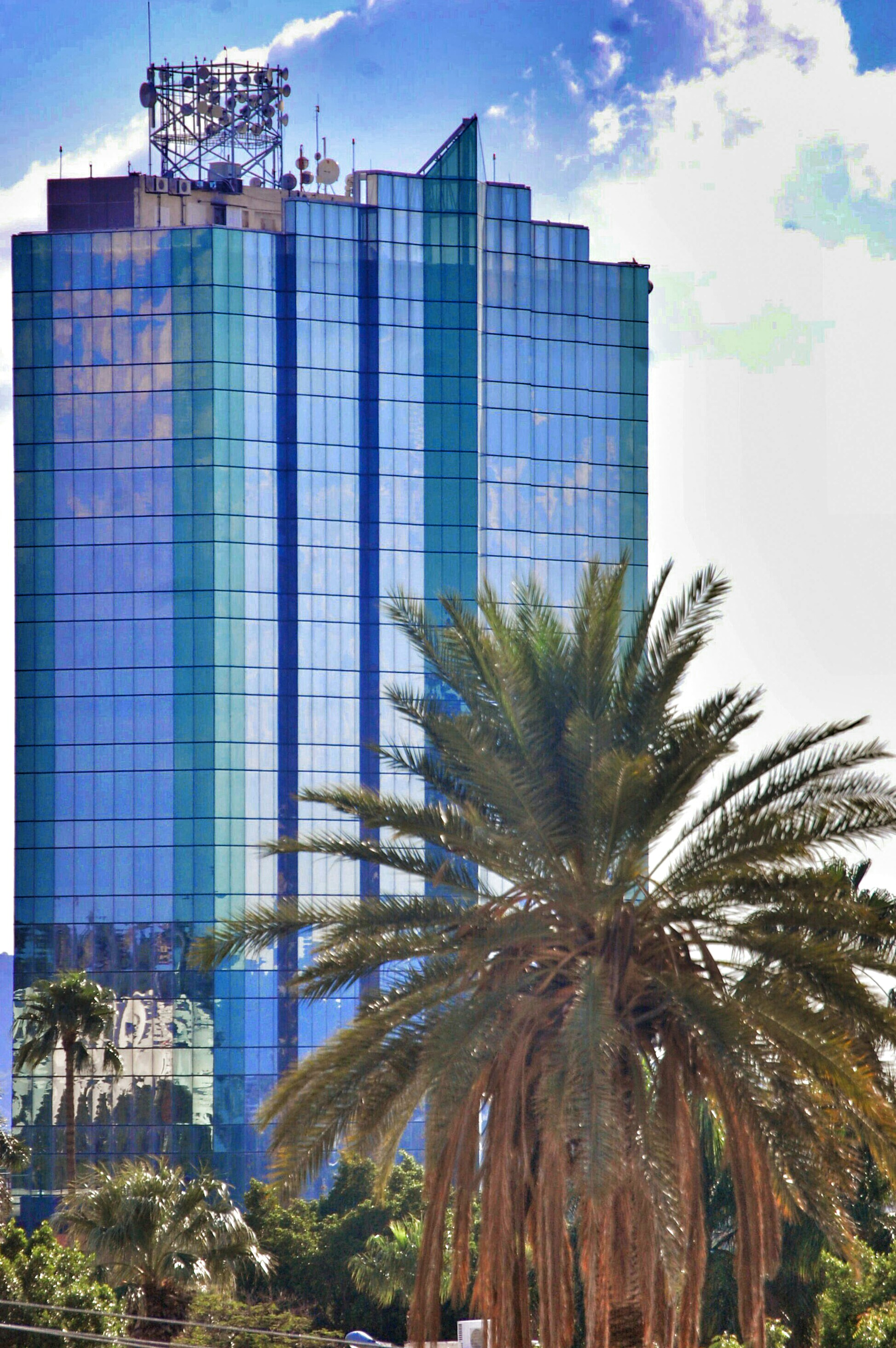
Torre Hermosillo, el tercer edificio más alto de Hermosillo.

Las principales actividades económicas son la industrial, el comercio, la agricultura, la ganadería y la pesca. La entrada de la industria aeroespacial está creciendo en la región y podría ser una gran actividad industrial a nivel nacional.
En febrero de 2015 Hermosillo fue el primer municipio en Latinoamérica en ser reconocido por la Organización para la Cooperación y el Desarrollo Económico (OCDE), debido a que alcanzó en un tiempo récord el 97% de avance en la implementación de las 270 recomendaciones de las mejores prácticas que transformarán de fondo, el quehacer de la administración en bien de la comunidad y la competitividad del municipio.
Empresas como Ford o TE Connectivity tienen importantes plantas manufactureras en Hermosillo, apostando por la ventaja competitiva que presenta la ciudad, al tener mano de obra relativamente barata, una población joven y especializada gracias a las universidades locales; y una ubicación estratégica cerca de los Estados Unidos.
Dentro de la economía también podemos hablar sobre la gastronomía que hay en esta Ciudad. Elaborada principalmente a base de sabrosos cortes de carne de excelente calidad, ya que el estado de Sonora es productor de carne bovina y porcina.
La gastronomía sonorense se distingue de la del resto del país por el sabor de su carne de res y los tradicionales asados en leña, incluso esta cocina forma parte de la dieta alimenticia en la que se basan la mayoría de los platillos de la región, pero particularmente Sonora es reconocida por la calidad de sus cortes finos. Aunque, se puede decir que la carne es la especialidad de este estado, también, existe una rica agricultura y el mar también da sus frutos. Uno de los platillos principales es sin duda la machaca, que nació por la necesidad de conservar la carne de res durante largas temporadas debido al clima extremoso. Muchos platillos sonorenses se condimentan con chiltepín, un chile que nace de una pequeña planta silvestre, y se acompañan con  "tortillas de agua" o "sobaqueras". Estas son parecidas a las tortillas de harina pero mucho más delgadas, y tan grandes de hasta medio metro de largas.
Por último, para deleitar el paladar, uno de los postres más solicitados por los sonorenses, son las típicas "Coyotas", una especie de galleta redonda hecha de harina de trigo y rellena, ya sea de piloncillo, cajeta, u otros ingredientes. La bebida representativa del estado es el "Bacanora", un tipo de mezcal producido de la destilación del jugo de la cabeza asada del maguey, el cual puede tomarse como aperitivo o como digestivo.

## Educación y sanidad
| Distribución de la población de 15 años y más según nivel de escolaridad | Distribución de la población de 15 años y más según nivel de escolaridad | Distribución de la población de 15 años y más según nivel de escolaridad | Distribución de la población de 15 años y más según nivel de escolaridad | Distribución de la población de 15 años y más según nivel de escolaridad |
| ------------------------------------------------------------------------ | ------------------------------------------------------------------------ | ------------------------------------------------------------------------ | ------------------------------------------------------------------------ | ------------------------------------------------------------------------ |
| Nivel de escolaridad                                                     | Nivel de escolaridad                                                     |                                                                          | Porcentaje                                                               | Porcentaje                                                               |
|                                                                          |                                                                          |                                                                          |                                                                          |                                                                          |
| Sin instrucción                                                          | Sin instrucción                                                          |                                                                          | 2.5%                                                                     | 2.5%                                                                     |
| Básica                                                                   | Básica                                                                   |                                                                          | 45.5%                                                                    | 45.5%                                                                    |
| Técnica con primaria                                                     | Técnica con primaria                                                     |                                                                          | 0.8%                                                                     | 0.8%                                                                     |
| Media superior                                                           | Media superior                                                           |                                                                          | 24.1%                                                                    | 24.1%                                                                    |
| Superior                                                                 | Superior                                                                 |                                                                          | 26.7%                                                                    | 26.7%                                                                    |
| No especificado                                                          | No especificado                                                          |                                                                          | 0.4%                                                                     | 0.4%                                                                     |

Según el censo de población y vivienda 2010, en Hermosillo la tasa de alfabetización de las personas de entre 15 y 24 años es de 98.6% y la de las personas de 25 años o más es de 97%.
La asistencia escolar para las personas de 3 a 5 años es del 46.3%; de 6 a 11 años es del 97.2%; de 12 a 14 años es del 94.6% y de 15 a 24 años es del 49.8%.

### Instituciones de educación superior

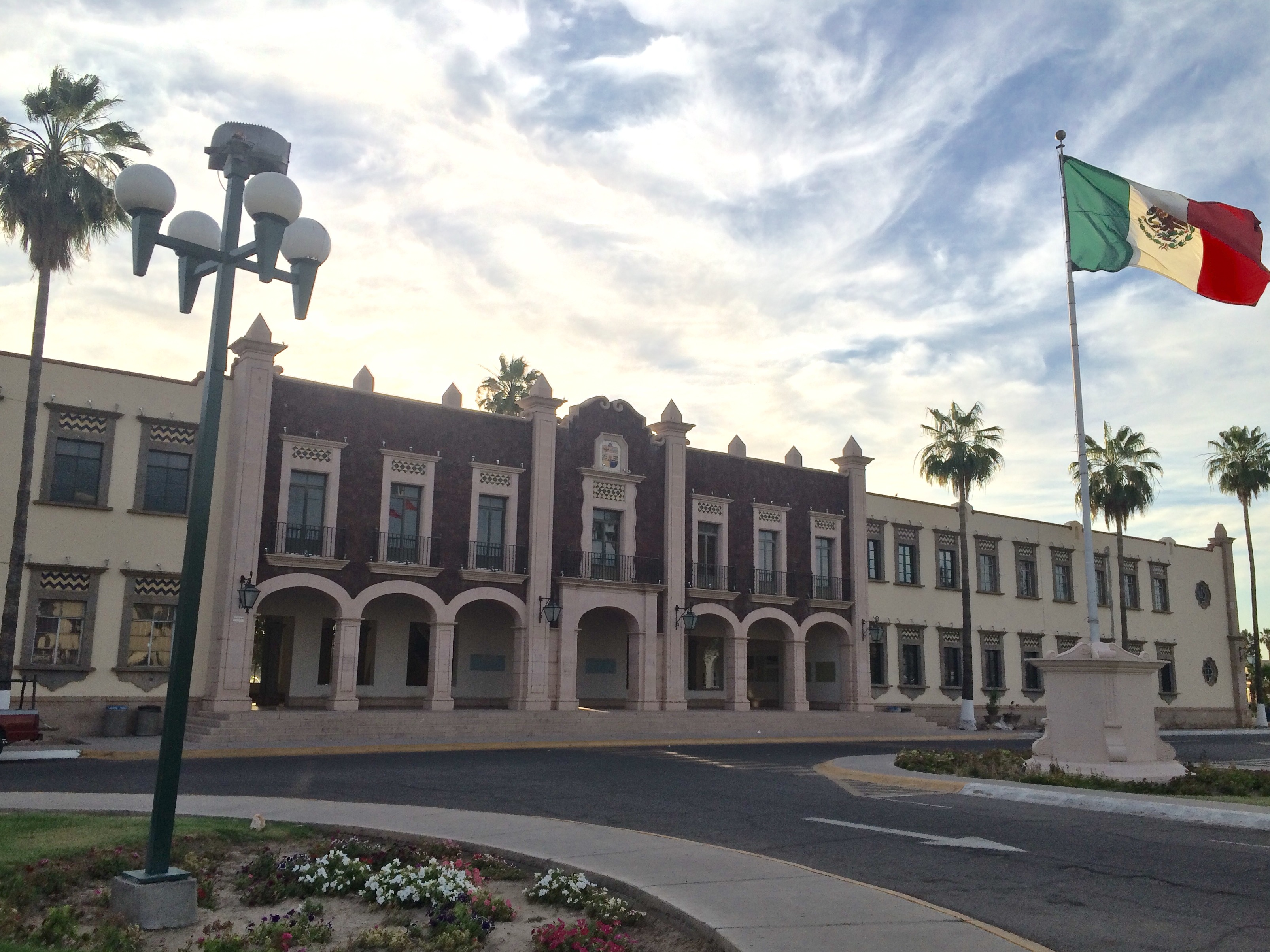
UNISON Unidad Regional Centro.

Hermosillo cuenta con diversas instituciones de educación superior, siendo la máxima casa de estudios la Universidad de Sonora campus Hermosillo, con más de treinta mil estudiantes en cuarenta y seis licenciaturas y más de tres mil profesores.
También se encuentran el Instituto Tecnológico de Hermosillo, el Instituto Tecnológico de Estudios Superiores de Monterrey campus Sonora Norte, la Universidad del Valle de México, la Universidad Estatal de Sonora, el Instituto Sonorense de Administración Pública, la Universidad Tecnológica de Hermosillo, la Universidad Durango Santander, la Universidad Kino, entre otras. Asimismo, desde 1974, la Universidad Nacional Autónoma de México opera la Estación Regional del Noroeste (ERNO) del Instituto de Geología, una estación de investigación científica orientada a la generación de conocimiento básico de los recursos naturales del noroeste del país.

### Salud
En Hermosillo se encuentra el hospital público más importante de Sonora, el Hospital General del Estado de Sonora; También El Hospital Infantil del Estado de Sonora (HIES) y el Hospital Integral de la Mujer del Estado de Sonora (HIMES) en donde se reciben y se atienden cientos de niños y mujeres así como el Hospital Oncológico en el cual se atienden pacientes referidos de los tres anteriores y del resto del estado para este tipo de atención así como múltiples unidades médicas familiares y hospitales generales de zona del IMSS, del ISSSTE y del ISSSTESON (el equivalente del ISSSTE pero para trabajadores al servicio del Estado sonorense), Hospital Militar Regional y sin dejar de mencionar que la salud en Hermosillo va a la vanguardia con hospitales privados certificados como Hospital CIMA y Hospital San José y clínicas particulares como: Centro médico Noroeste, Clínica San Benito, Hospital Licona y Clínica San Francisco entre otras. Datos del INEGI reportan que en el año 2011 se contaban con 482 unidades médicas.
En Hermosillo el 76% de la población tiene acceso a algún tipo de derechohabiencia. De toda la población del municipio, 47.5% tiene acceso al IMSS, 11% al Seguro Popular, 14.4% al ISSSTE, y 6.3% cuenta con otro tipo de seguridad médica.

## Cultura

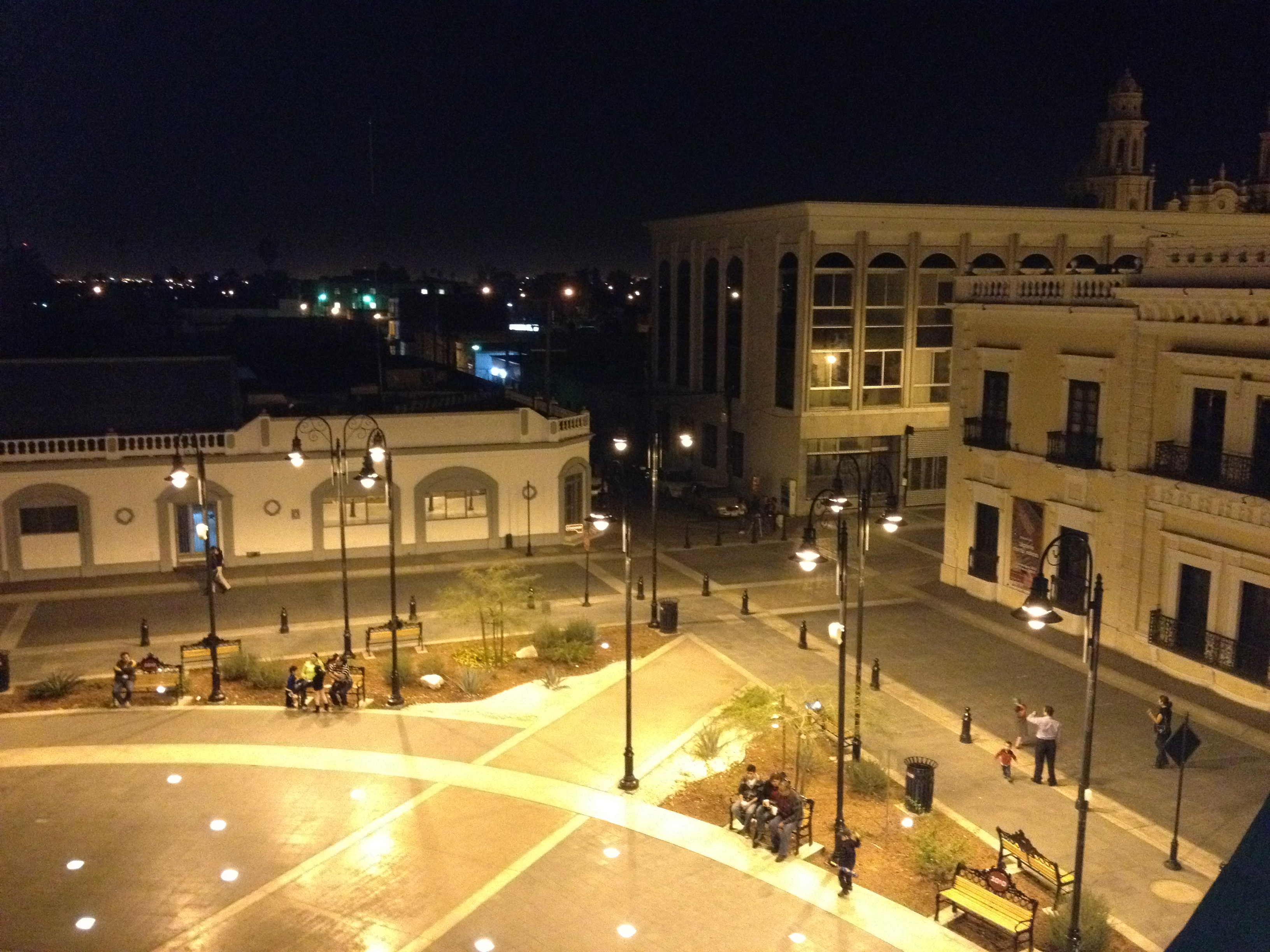
Vista de Plaza Bicentenario en el centro histórico de Hermosillo.

Hermosillo cuenta con una oferta cultural que incluye cines, centros de boliche, teatros, museos, galerías de arte, actividades deportivas y al aire libre, compras y parques. Entre los principales museos y espacios culturales se encuentran:
- La Casa de la Cultura (Instituto Sonorense de Cultura)
- El Museo de Arte de Sonora (Instituto Sonorense de Cultura)
- El Museo Biblioteca de la Universidad de Sonora en donde se encuentra también el Teatro Emiliana de Zubeldía y el Salón Alberto Estrella
- El Museo de Culturas Populares e Indígenas de Sonora (Instituto Sonorense de Cultura)
- El Museo Comcaác (en Bahía de Kino)
- El Auditorio Cívico del Estado de Sonora
- El Teatro del COBACH
- El Museo Regional de Sonora
- El Teatro de la Ciudad (dentro de Casa de la Cultura)
- El Teatro Íntimo (dentro de Casa de la Cultura)

A 100 kilómetros hacia el oeste de la ciudad se encuentra la costa, Bahía de Kino, donde hay una playa turística en donde se ofrecen actividades acuáticas. También existe la opción de hacer un recorrido a la Isla del Tiburón, que es la más grande de México, que es además una reserva ecológica donde se puede practicar el ecoturismo, la pesca deportiva, y el buceo. Se puede visitar con previo permiso de la comunidad Seri en Punta Chueca.
Además se realiza anualmente un evento cultural y artístico conocido como Festival del Pitic, en donde se invita a artistas nacionales para que realicen presentaciones en los espacios culturales de la ciudad. Esta celebración es llevada a cabo en mayo, y principalmente se conforma de una feria tradicional que incluye talleres infantiles, gastronomía regional, arte instalación, tianguis cultural, teatro infantil, observación astronómica, danza, teatro callejero, café literario, revista musical y comparsas.

## Turismo
Hermosillo cuenta con amplio turismo, que abarca distintas áreas para toda la familia. Algunos de los sitios para visitar son los siguientes:

### Zona centro

#### Plaza Zaragoza
Fernando Galaz en su libro “Dejaron Huella en el Hermosillo de Ayer y Hoy”, afirma que la plaza que hoy se llama Zaragoza y que anteriormente se le conoció como Plaza Principal, se construyó en 1780 igual que la Alameda que ayer conocimos como Parque Ramón Corral y hoy conocemos como Parque Francisco I. Madero. De acuerdo con el dato histórico de Fernando, las cuatro calles que se localizan alrededor de la Plaza Zaragoza necesariamente fueron abiertas al tránsito en la misma fecha que aquella se construyó y son por tanto de las más antiguas rúas de esta ciudad. La calle que se localiza al lado oriente en memoria del General Ignacio Comonfort, liberal moderado, expresidente de la República y hombre honrado.

#### Catedral
Esta catedral es uno de los lugares más visitados por los hermosillenses que comúnmente está rodeada de un ambiente familiar. Es una iglesia católica, su estilo arquitectónico podría ser barroco, neoclásico y neogótico, mide 30 metros, para disfrutar de la convivencia familiar.

#### Museo de Arte de Sonora (MUSAS)
El Museo de Arte de Sonora, MUSAS, es un espacio dedicado a la divulgación y promoción del arte y la cultura. Busca el fortalecimiento del público brindándole experiencias significativas y de disfrute, que le ayude a mejorar su relación con el entorno. En el MUSAS se promueven y ejecutan programas y proyectos para la práctica del arte y la cultura. En sus instalaciones se albergan exposiciones, se imparten conferencias, se realizan conciertos y ciclos de cine. Se promueve el fomento al intercambio artístico con instituciones públicas o privadas en beneficio del desarrollo cultural de la comunidad. El edificio del museo cuenta con 5 mil metros cuadrados de construcción divididos en cuatro niveles. Dispone de amplias áreas de circulación, patios internos, espacio para servicios, bodegas, talleres, oficinas y diversas áreas.
Algunas de las exposiciones que se han presentado son:
- Arte y cuerpo. Colección museo, Rufino Tamayo.
- Momentos. Gustavo Ozuna.
- El extraño viaje del tiempo. Miguel Ángel Ojeda.
- Holy Chaos. Andrés Gamiochipi.

#### Plaza de la Candelaria
La plaza de la Candelaria es uno de los lugares más visitados en Hermosillo, debido a la ruta de Villa de Seris, lugar característico del postre tradicional (Coyotas), contando con increíbles lugares como Coyotas del Parque.

### Zona norte

#### Cerro El Bachoco
El Bachoco es el punto predilecto de encuentro para practicar ciclismo de montaña y senderismo. Este cerro permite un ascenso corto pero demandante, ideal para un paseo vespertino. El acceso se encuentra en el cruce de los bulevares Morelos y Juan Bautista de Escalante (es el punto más alto de Hermosillo).

#### Estadio Sonora
El Estadio Sonora está ubicado en la ciudad de Hermosillo, Sonora, México. Es la nueva casa del equipo de beisbol; los Naranjeros de Hermosillo, equipo de la Liga Mexicana del Pacífico que cuenta con 16 Campeonatos de LMP (más ganador de la liga), 3 Ligas de la Costa, 1 Liga Norte de Sonora, 1 Serie Nacional Invernal, 1 Campeonato Invernal Costeño y 2 Series del Caribe.

#### Estadio Héctor Espino
El Estadio Héctor Espino está ubicado en la ciudad de Hermosillo, Sonora, México. Fue la casa de los Naranjeros de Hermosillo, equipo de la Liga Mexicana del Pacífico hasta la temporada 2012-13, el cual fue suplido por el Estadio Sonora a partir de la campaña 2013-14. También fue sede del equipo de fútbol Cimarrones de Sonora, equipo de la Liga de Ascenso de México.

### Fuera de la ciudad

#### San Pedro el Saucito
La localidad de San Pedro o el Saucito (San Pedro el Saucito) está situada en el Municipio de Hermosillo (en el Estado de Sonora). Hay 2,938 habitantes. San Pedro o el Saucito (San Pedro el Saucito) está a 250 metros de altitud.

#### Bahía de Kino
Su nombre lo lleva en honor a Eusebio Francisco Kino, quien visitó este sitio durante su trabajo evangelizador en el siglo XVII . Sin embargo, mucho antes los indígenas seris se establecieron aquí, manteniendo vivas su cultura y tradiciones. Un grupo de pescadores se asentó en 1930 y fundó lo que se conoce hoy como Kino Viejo. Es considerada una de las playas más bellas y seguras de Sonora e incluso de México, donde el mar, la fina arena y el desierto se mezclan. Kino es el paraíso personal que tienen por tradición los hermosillenses, pues está a sólo 107 km de la capital del Estado.

#### Museo Étnico de los Seris
Los Seris nombre con el que conocemos a esta etnia, se llaman a sí mismos CONCA'C que significa "La Gente". Actualmente es el grupo menos numeroso de Sonora y se ubica en la Costa del municipio de Hermosillo, frente al Golfo de California o Mar de Cortes.
La creación de este museo dedicado a Los Seris tiene como objetivo el reconocimiento y difusión de sus antecedentes, organización política y social, idioma, demografía, hábitat, indumentaria, vivienda, artesanía, festividades, etc.

#### Isla Tiburón
Catalogada como reserva ecológica, esta isla comprende una extensión de 120,100 ha, dentro de las cuales se encuentran las pequeñas islas de San Esteban, Turner y Patos.
La Isla Tiburón, la más grande de la República, estuvo habitada por los seris, quienes atribuyen al lugar un alto significado religioso.
Aunque a simple vista la isla no parece más que una pesada roca en medio del mar, posee interesantes atractivos naturales, como las sierras La Menor y Kunkaak, que la cruzan en casi toda su longitud para terminar ambas en el Valle del Tecomate, que es de una belleza impactante.
En la isla se han identificado una gran cantidad de especies de plantas terrestres y unas 64 especies de plantas marinas.
En cuanto a las especies animales, se han registrado unas 205 aves marinas y terrestres, 31 especies de reptiles y anfibios y un enorme número de peces que habitan en los litorales de la isla.

### Temporales

#### Expogán
Tiene sede en la ciudad de Hermosillo los meses de abril y mayo en el blvd. de los Ganaderos S/N. Col. Parque Industrial, CP 83297.
La Expogan Sonora es un evento familiar y cuenta con actividades y atractivos para toda la familia, desde los juegos populares hasta los bailes populares. Cada año la expogan presenta una nutrida cartelera de artistas en su palenque, el foro más esperado por habitantes de la región y sus visitantes de la feria.
El Rodeo es una de las atracciones más importantes y que más destaca en esta festividad, ya que se cuenta con la presencia de vaqueros a nivel nacional, siendo el principal centro de atención de esta feria.
Algunos artistas que se han presentado son:
- Vicente Fernández

- Gloria Trevi

- Mon Laferte

- Pepe Aguilar

- Marco Antonio Solís

- Yuridia

- Alejandro Fernández

- Junior H

- Natanael Cano

- Fuerza Regida

- Peso Pluma

#### Hipódromo de Hermosillo
El proyecto inicial empieza como circuito de carreras para automóviles ¼ de milla en Hermosillo, Sonora. Es entonces cuando un grupo de personas que en aquellos tiempos participaban en carreras de caballos invitan a directivos de esta empresa a que los apoyen mediante la construcción y adecuación de una pista o carril para carreras de caballos dentro de las mismas instalaciones, invitación que es bien recibida y que se logra mediante el apoyo de estas personas, es entonces cuando en el otoño del año 1983 comienza un nuevo ciclo en esta empresa.

#### Feria de la Candelaria
La Feria de la Candelaria es un acontecimiento que es para celebrar a la Virgen de la Candelaria, se celebra con tamales, coyota y cerveza de raíz, el día 2 de febrero.

## Deportes

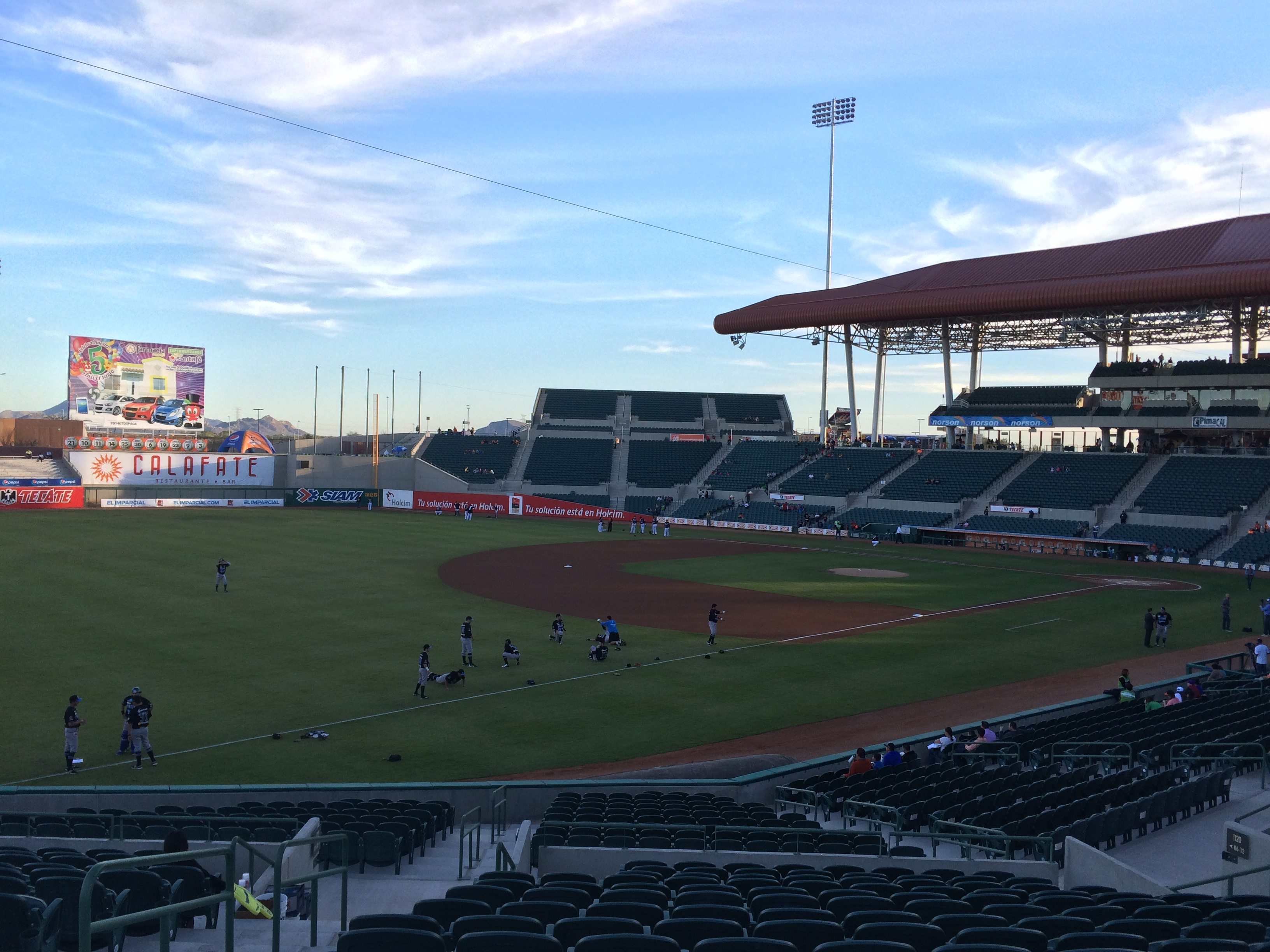
Los Naranjeros de Hermosillo preparándose para un partido de beisbol de la Liga Mexicana del Pacífico en el Estadio Sonora.

La ciudad cuenta con 29 infraestructuras deportivas en las que se incluyen el Centro de Usos Múltiples (CUM), el Estadio Héroe de Nacozari, el Estadio Héctor Espino, el Estadio Sonora, Arena Sonora (Antes el Gimnasio del Estado), el Gimnasio Polifuncional Ana Gabriela Guevara, así como múltiples unidades deportivas.
La ciudad cuenta además con los siguientes equipos deportivos:
- Naranjeros de Hermosillo. Equipo de béisbol de la Liga Mexicana del Pacífico.
- Rayos de Hermosillo. Equipo de básquetbol del CIBACOPA.
- Buras de Hermosillo. Equipo de básquetbol del CIBAPAC.
- Cimarrones de Sonora. Equipo de fútbol de la Liga de Expansión MX.
- Cimarrones de Sonora "B". Equipo de fútbol de la Segunda División de México.
- Cimarrones de Sonora "C". Equipo de fútbol de la Tercera División de México.
- Búhos UNISON. Equipo de fútbol de la Tercera División de México.
- Xolos de Hermosillo. Equipo de fútbol de la Tercera División de México.
- Soles de Sonora. Equipo de fútbol rápido de la Major Arena Soccer League.

## Transporte

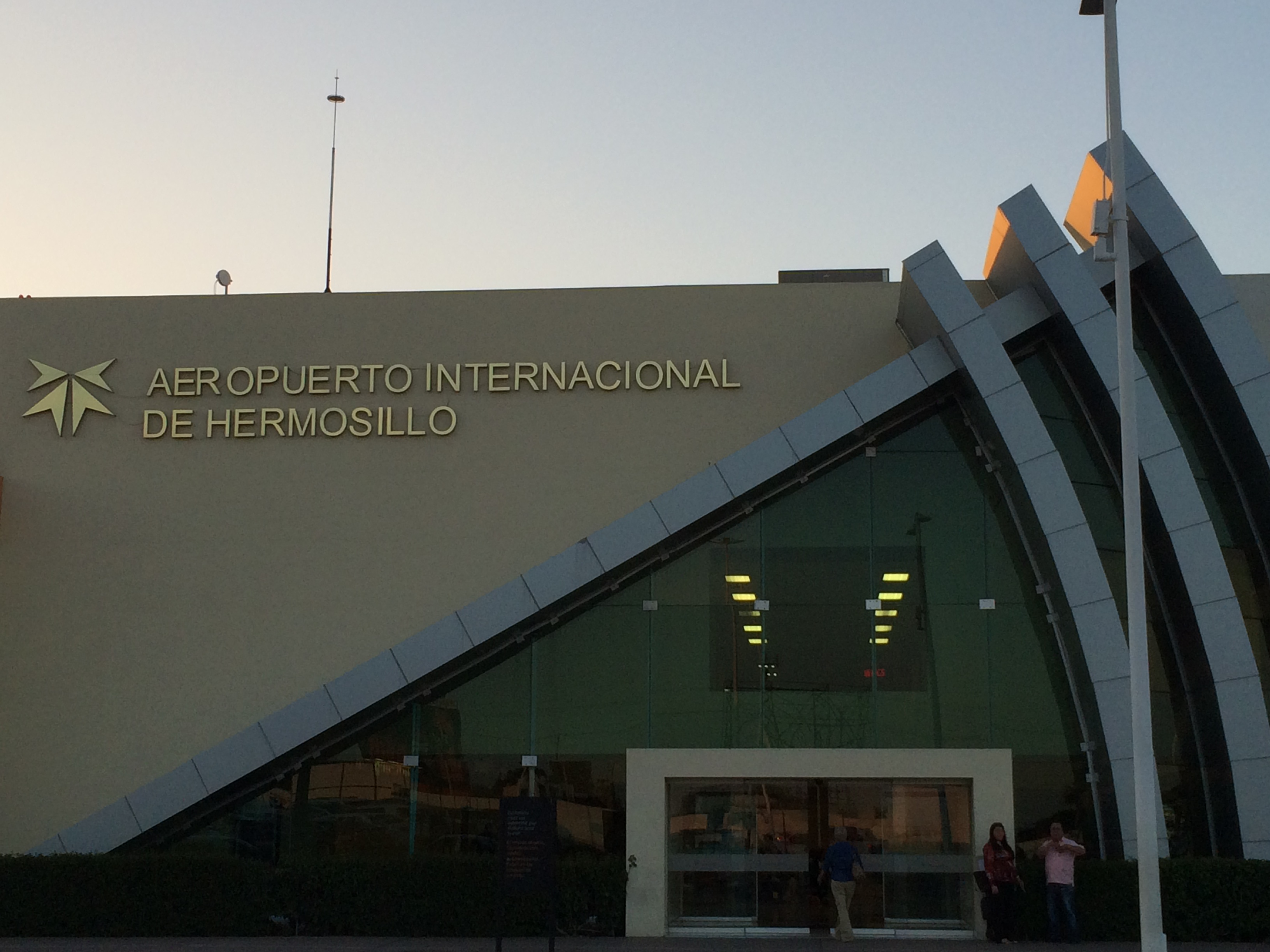
Aeropuerto Internacional General Ignacio Pesqueira García.

El Aeropuerto Internacional General Ignacio Pesqueira García es el aeropuerto de la ciudad y se encuentra en el oeste de la misma. Los vuelos generalmente son domésticos a la Ciudad de México, Guadalajara, Tijuana y Monterrey; aunque también cuenta con vuelos internacionales directos a Phoenix. Cuenta con una terminal y el volumen de pasajeros anuales es de 2 millones.
La ciudad cuenta con un sistema de transporte público concesionado a manos privadas por parte del Gobierno del Estado de Sonora, los cuales conforman 2 sociedades mercantiles denominadas: Administración Corporativa de Hermosillo S.A. de C.V. y Movilidad Integral de Hermosillo S.A. de C.V. que cuentan con una flota de aproximadamente 350 autobuses en 19 líneas que cubren gran parte de la ciudad. Aunque el medio de transporte más utilizado es el automóvil. La carretera federal 15 conecta Hermosillo con Nogales en un trayecto de tres horas y Culiacán en un trayecto de ocho horas.

## Ciudades hermanas
- Phoenix, Arizona.[48][49][50]
- Tucson, Arizona.[48]
- Irvine, California.[48]